# Cerkiew Zaśnięcia Najświętszej Maryi Panny w Trepczy
Cerkiew Zaśnięcia Najświętszej Maryi Panny w Trepczy – dawna cerkiew greckokatolicka, znajdująca się w Trepczy.
Pierwotnie budynek powstał w 1753 i istniał pod wezwaniem św. Trójcy. W 1801 miał miejsce pożar cerkwi drewnianej greckokatolickiej i zabudowań plebańskich w Trepczy, po czym w 1804 cesarz Franciszek II Habsburg przekazał kościół św. Trójcy starego zboru posocyniańskiego udzielając zgodę na jego rozbudowę.
We wtórnym kształcie budynek został wzniesiony w 1807, jest murowany, orientowany, potynkowany pierwotnie (obecnie w części). 14 sierpnia 1807 dokonano konsekracji świątyni. Na przełomie 1849/1950 została wykonana rozbudowa nawy głównej w kierunku zachodnim. Pod koniec XIX wieku dobudowano przedsionek, w 1893 została wykonana polichromia, w 1899/1900 powiększona wieża-dzwonnica, która ma trzy kondygnacje. Do 1945 świątynia służyła wiernym obrządku greckokatolickiego.
Wokół świątyni jest kamienne ogrodzenie, także wpisane do rejestru zabytków. Ponadto w otoczeniu budynku znajduje się nagrobek rodziny Koźmów, krzyż misyjny, drewniana kapliczka św. Krzysztofa.
Od 1946 świątynia służyła wiernym wyznania rzymskokatolickiego. Podlegała wówczas parafia Przemienienia Pańskiego w Sanoku, zaś od 1 lipca 1969 parafii oo. franciszkanów w Sanoku.

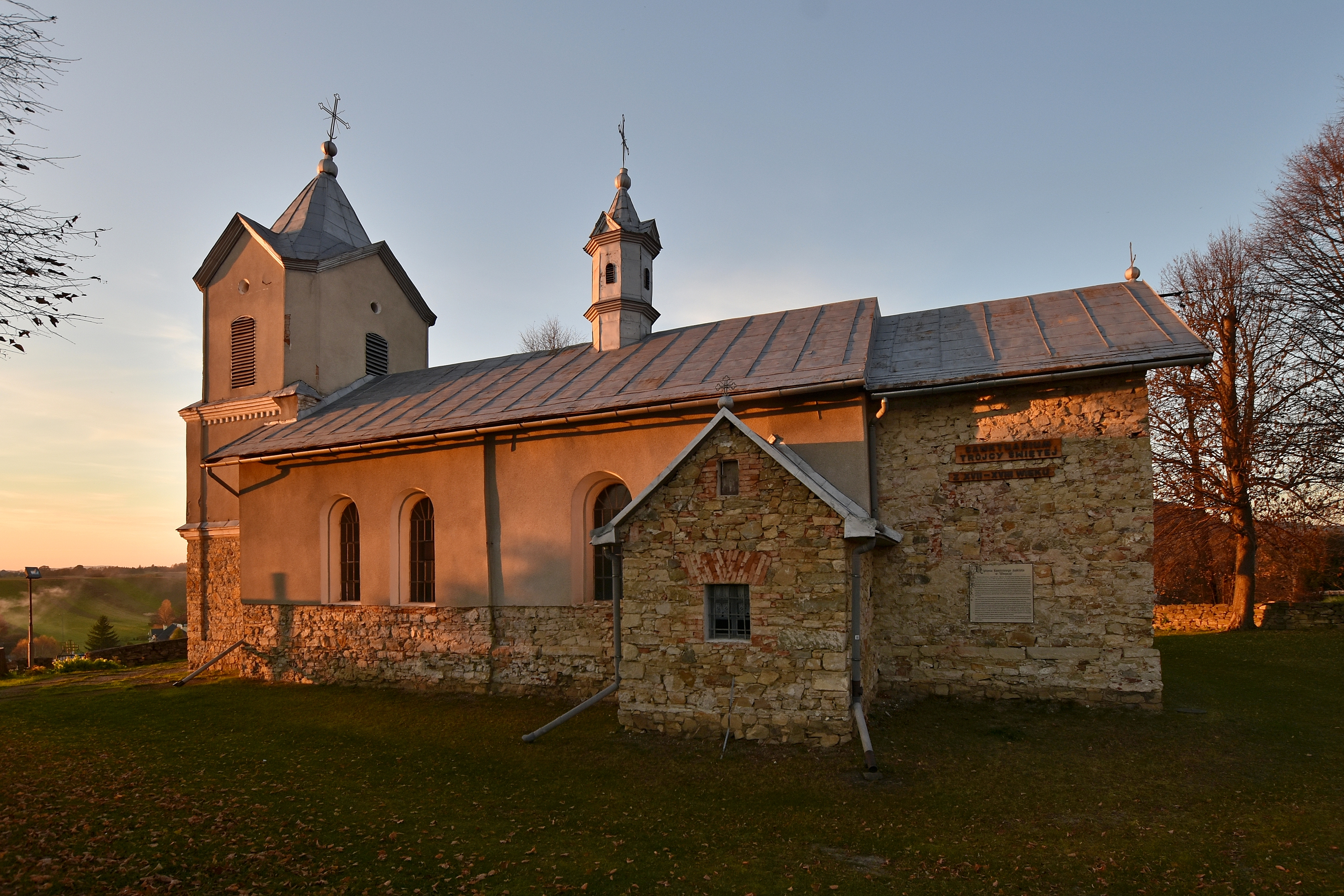
Elewacja południowa
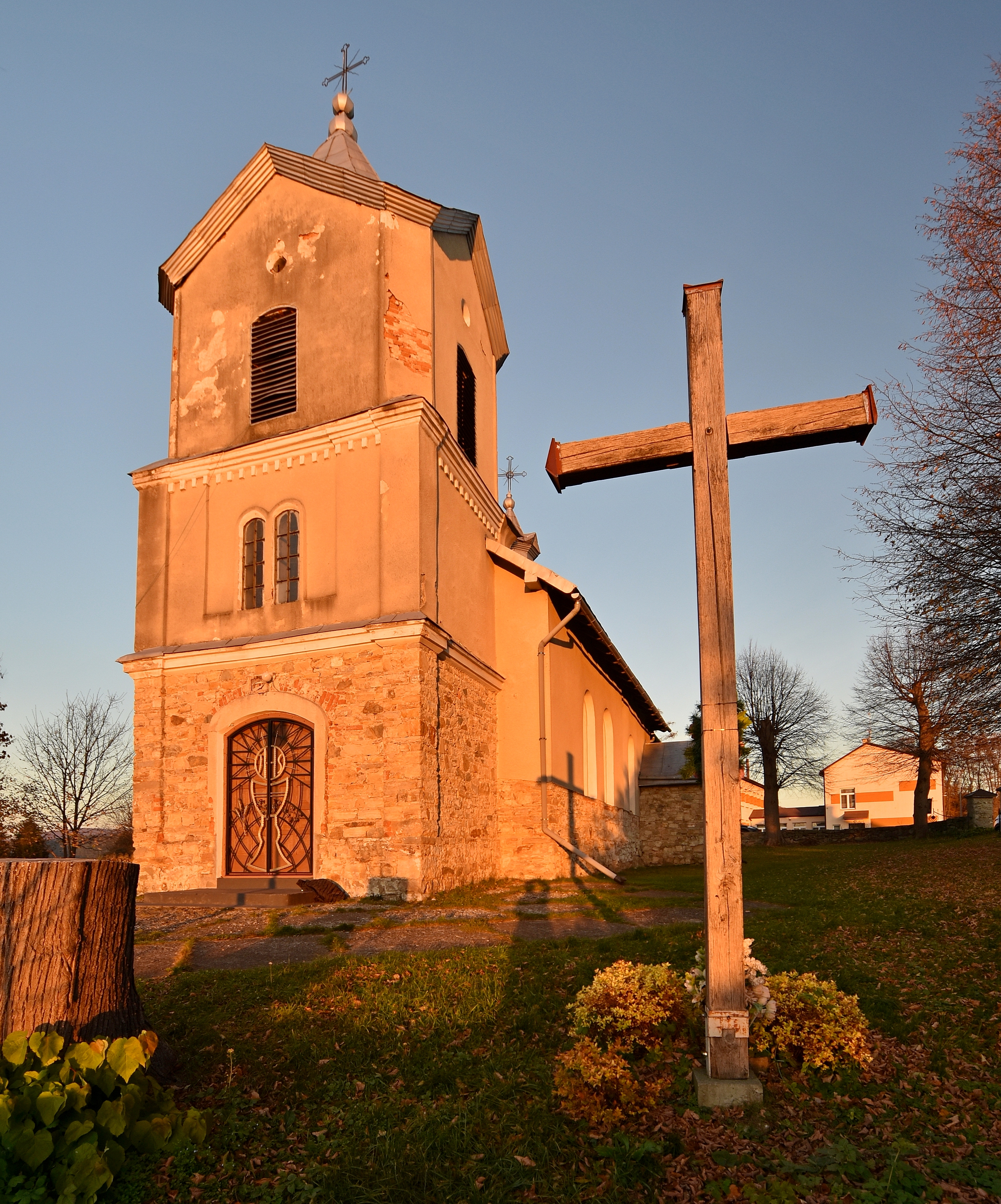
Elewacja frontowa
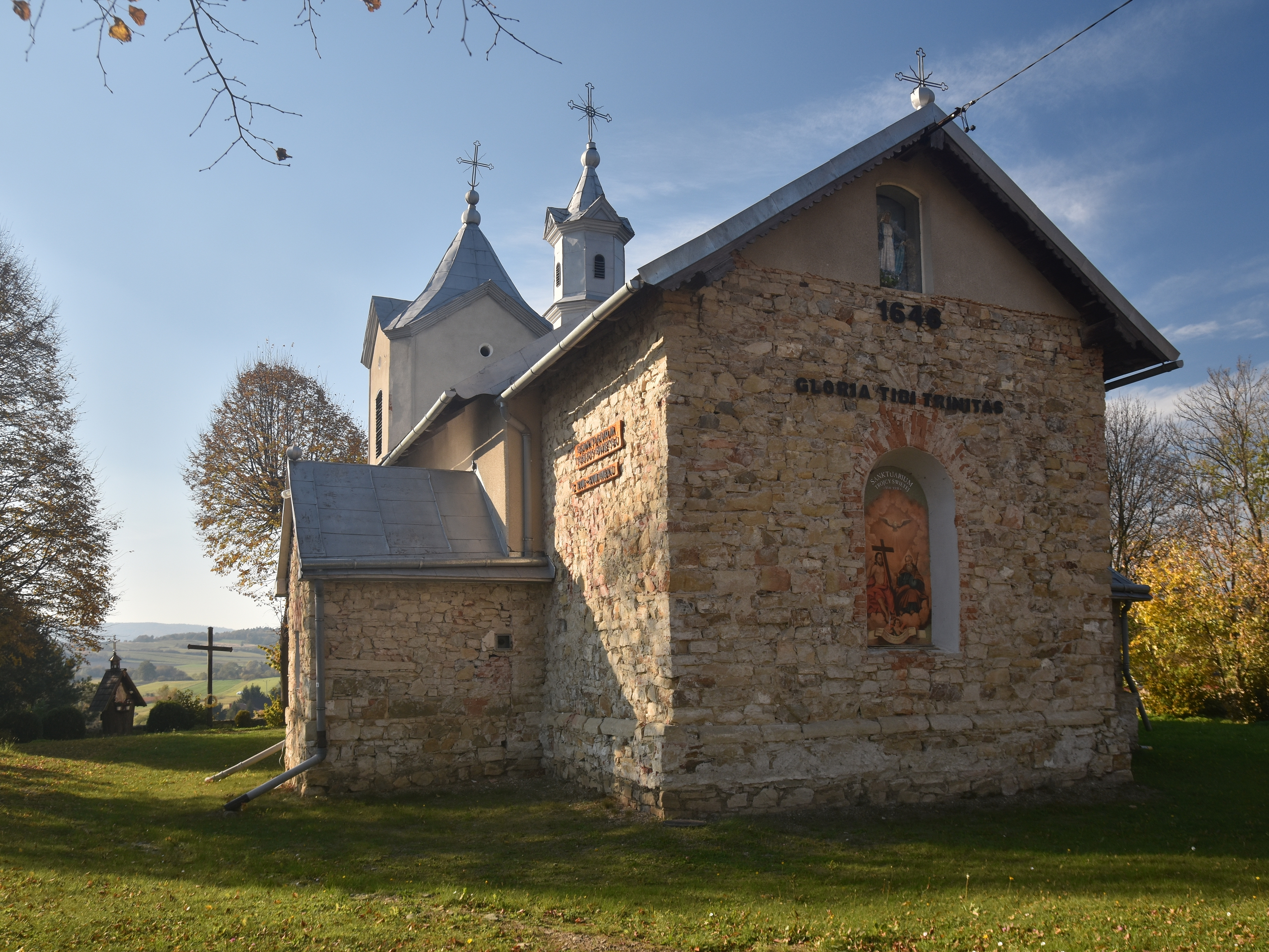
Widok od strony sanktuarium

Przebudowy budynku miały miejsce w 1914, 1955, 1968.
Od 1973 świątynia służyła powstałej wówczas parafii Wniebowzięcia Najświętszej Maryi Panny. W związku z powstaniem nowego kościoła na początku XXI wieku i przejściem do niej mieszkańców, od 2000 budynek nie jest użytkowany.
Cerkiew leży przy głównej arterii wsi, z terenu przy cerkwi rozpościera się widok na zachodnią część Trepczy.
Wzmianka o kulcie Świętej Trójcy w tym miejscu pochodzi z 1646. Obecnie w świątyni znajduje się kopia obrazu Świętej Trójcy (z napisem Gloria Tibi Trinitas - Chwała Tobie Trójco), która powróciła do świątyni po 200 latach w maju 2012, a kościół mianowano Sanktuarium Trójcy Świętej.